# Joseph-Antoine Cerutti
Joseph-Antoine-Joachim (ursprungligen Giuseppe Antonio Giachimo) Cerutti, född den 13 juni 1738 i Turin, död den 13 februari 1792 i Paris, var en fransk författare och jesuit av italiensk härstamning.
Cerutti var först lärare vid jesuitkollegiet i Lyon och verkade där med stor berömmelse, men ägnade sig åt litteratur och politik efter ordens upphävande i Frankrike. Vid franska revolutionens utbrott 1789 omfattade han dess idéer, utgav en del politiska broschyrer och anslöt sig till Mirabeau. Cerutti var en bland stiftarna av den republikanska tidningen "La feuille villageoise" och en av Mirabeaus ryktbara litterära medhjälpare, som utarbetade dennes tal. År 1791 blev han invald i lagstiftande församlingen. Ceruttis främsta arbete är Apologie de l'institut et de la doctrine des jésuites (1762, ny upplaga 1846), en försvarsskrift för jesuiterna, som väckte stor uppmärksamhet. År 1793 utgavs hans Œuvres diverses i 3 band.